# 22号研究所
22号研究所在1978年由苏联科学院和国防部共同创立。它的任务是调查发现于苏联境内的不明飞行物事件。 

## 简介
22号研究所是一个存在了达13年之久（直到苏联解体）的秘密组织，该机构可以与美国的「蓝皮书计划」類比。在该机构運作期间，苏联军队的大量陆军士兵、海军船员以及空军飞行员接獲观察、监视不明飞行物和其他超自然现象的命令，该命令除了观察监视外没有任何进一步的行动指示。由于苏联国防部从中协调，所以这些命令可以很容易地发出——因此士兵往往都只能服从，而不能提出质疑。22号研究所已经调查大约3,000个UFO报告。当组织彻底解散时，机构档案库里还约有 5% 至 10% 的案件仍无法解释。

## 陰謀論
有一种阴谋论说法认为22号研究所参与掩盖了一次核弹发射危机事件。1982年，苏联的一个核导弹发射基地投入使用，然而出现未知的状况，一枚核导弹被意外启动并准备发射。在历经30秒的恐慌和混乱之后，发射被神秘地中断。后来，目击者说，基地附近出现了一些不明飞行物活动的迹象。阴谋论者认为，这可能就是22号研究所参与掩盖核导弹发射危机事件的证据。最终，这些不明飞行物现象被解释为军队测试高空照明弹，而核危机则被简单解释为应急演习。